# Multiusos Fontes do Sar
Il Multiusos Fontes do Sar è un padiglione coperto polivalente, situato nella città spagnola di Santiago de Compostela (La Coruña, Galizia). È stato costruito nel 1998 ed è di proprietà del Comune di Santiago. Ha una capacità di 6.666 spettatori (8.888 per i concerti). Si trova in Rúa Diego Bernal S / N. Attualmente è gestito dalla joint venture XADE.
Il Multipurpose Fontes do Sar, ha una superficie di 10.000 mq, dispone di un'ampia palestra pubblica e dispone anche di piscine esterne, oltre a 700 posti auto scoperti.
È la sede della squadra di futsal Santiago Futsal, della squadra di ping pong Arteal e della squadra di basket Obradoiro CAB.